# كارل أوربان (طيار نمساوي)
كارل أوربان (بالألمانية: Karl Urban) هو طيار بطل وضابط نمساوي، ولد في 29 ديسمبر 1894 في غراتس في النمسا، وتوفي في 12 يوليو 1918 في Aspern ‏ في النمسا.